# Kaikilani
Kaikilani est la première femme dirigeante de Hawaï, c'est-à-dire Aliʻi nui d'Hawaï, entre 1575 et 1605.
Le cratère vénusien Kaikilani a été nommé en son honneur.

## Référence
- FindTheData : Where does the name for the astrogeological feature Kaikilani come from?